# تأثیر فرهنگی مایکل جکسون

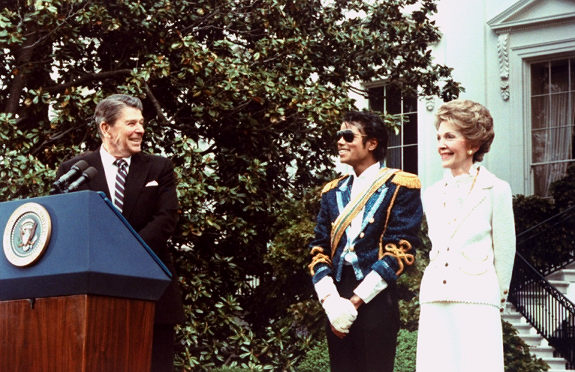
مایکل جکسون در کاخ سفید در واشینگتن دی سی، به همراه رئیس‌جمهور ایالات متحده رونالد ریگان و بانوی اول نانسی ریگان، مه ۱۹۸۴

خوانندهٔ آمریکایی مایکل جکسون (۱۹۵۸–۲۰۰۹)، ملقب به «سلطان پاپ»، را یکی از شاخص‌ترین چهره‌های فرهنگی قرن بیستم و یکی از موفق‌ترین و تأثیرگذارترین سرگرمی‌سازها دانسته‌اند. دستاوردهای وی در زدودن تبعیض جنسیتی در موسیقی عامه‌پسند ایالات متحده نقش داشت و دوره‌ای از چندگانگی فرهنگی و ادغام را ایجاد کرد که نسل‌های بعدی هنرمندان از آن پیروی کردند. نفوذ وی به الهام بخشیدن به روند مد و افزایش آگاهی از اهداف اجتماعی در سراسر جهان گسترش یافت.
جکسون در سال ۱۹۶۹ به‌عنوان خواننده اصلی جکسون فایو (گروهی که با برادران بزرگترش تشکیل شد) به یک ستاره کودک تبدیل شد. کنگره ایالات متحده آمریکا این گروه را به دلیل مشارکت در فرهنگ جوانان ایالات متحده به رسمیت شناخت، و جکسون مورد استقبال عموم مردم ایالات متحده قرار گرفت تا جایی که از زمان شرلی تمپل در دهه ۱۹۳۰، توانایی ایجاد یک ستاره کودک وجود نداشت.  در اوایل دهه ۱۹۸۰، جکسون به یک شخصیت مسلط در فرهنگ مردمی و اولین سرگرم‌کننده آفریقایی-آمریکایی تبدیل شد که دارای طرفدار متقاطع قوی در تلویزیون موسیقی (ام‌تی‌وی) بود. موزیک ویدئوهای وی، از جمله ویدئوهای «بزن به چاک»، «بیلی جین» و «تریلر» از آلبوم تریلر در سال ۱۹۸۲، به دلیل شکستن موانع نژادی و تبدیل رسانه به فرم هنری و ابزار تبلیغاتی، شناخته شده‌اند. محبوبیت این ویدئوها باعث شهرت کانال تلویزیونی ام‌تی‌وی شد. نتیجۀ موفقیت جکسون در این زمان، نجات صنعت موسیقی در اواخر دهۀ ۱۹۷۰، رکود اقتصادی و ایجاد انقلابی در آن زمان با آغاز تمرکز بر بازاریابی آلبوم‌های پرفروش و ارائه ویدیو بود.
جکسون از طریق فیلم‌ها و اجراهای زنده خود، رقص‌های خیابانی را به محبوبیت رساند و آثارش به ویژه مون‌واک، مردم سراسر جهان را به خود جلب کرد. وی به دلیل نقشش در گسترش رقص میان مخاطبان جهانی و تأثیرگذاری قابل مقایسه با نمادهای رقص مانند فرد آستر و سامی دیویس جونیور شناخته شده‌است. فیلم‌های تریلر با زیبایی‌شناسی که از سنت فیلم موزیکال گرفته شده‌، زیرمجموعه‌ای از طراحان رقص را به‌دنبال داشت و دیگر هنرمندان پاپ به دنبال تولید فیلم‌های تبلیغاتی پیچیده رقص‌محور بودند. در دهه ۱۹۸۰، خصوصیات شخصی و تغییر شکل ظاهری جکسون منشأ جذابیت روزنامه‌نگاری تبلوید شد، پدیده‌ای که به اتهامات کودک آزاری علیه او در سال ۱۹۹۳ منجر شد. این عجایب و جنجال‌ها باعث الهام‌بخشیدن به تعداد زیادی آثار هنری دیگر شد که در نمایشگاه ۲۰۱۸ مایکل جکسون: روی دیوار در گالری ملی پرتره لندن به نمایش درآمد.
جکسون طیف وسیعی از موضوعات را تحت تأثیر قرار داد، از مطالعاتِ افراد مشهور گرفته تا فرهنگ بصری، مطالعات جنسیتی و جنسی، و موارد دیگر که ارتباط مستقیمی با حرفه او ندارند. طبق مطالعه‌ای که در ژورنال مطالعات پان آفریقایی در سال ۲۰۱۰ منتشر شد، تأثیر جکسون در دانشگاه با اشاره به او در ادبیات مربوط به ارتباطات جمعی، روانشناسی، پزشکی، مهندسی و شیمی گسترش یافت. شورای انگلیس، نام جکسون را در فهرست «۸۰ لحظه‌ای که جهان را شکل داد» ثبت کرد و از مایکل جکسون به عنوان یکی از شخصیت‌هایی که فرهنگ عامه را تغییر داد نام برد.